# Lepidium linifolium
Lepidium linifolium là một loài thực vật có hoa trong họ Cải. Loài này được Steud. mô tả khoa học đầu tiên năm 1821.